# Gary Sundgren
Kari Juhani Sundgren (Vammala, Finlandia, 25 de octubre de 1967) es un exfutbolista sueco aunque finlandés de nacimiento. Se desempeñaba como defensa o lateral derecho.

## Clubes
| Club                      | País   | Año         |
| ------------------------- | ------ | ----------- |
| AIK Solna                 | Suecia | 1988 - 1997 |
| Real Zaragoza             | España | 1997 - 2002 |
| AIK Solna                 | Suecia | 2002 - 2003 |
| IFK Sollentuna            | Suecia | 2004        |
| FC Djursholm              | Suecia | 2005        |
| IFK Göteborg (Entrenador) | Suecia | 2013        |

## Palmarés
AIK Solna
- Allsvenskan: 1991-92
- Copa de Suecia: 1996, 1997

Real Zaragoza
- Copa del Rey: 2001

- Datos: Q1336530